# Chitaura
Genre
Chitaura est un genre d'insectes orthoptères de la famille des Acrididae et de la sous-famille des Oxyinae.

## Espèces
- Chitaura atrata Ramme, 1941
- Chitaura bivittata Ramme, 1941
- Chitaura brachyptera Bolívar, 1918 (type)
- Chitaura doloduo Storozhenko, 2018
- Chitaura elegans Ramme, 1941
- Chitaura flavolineata (Willemse, 1931)
- Chitaura indica Uvarov, 1929
- Chitaura linduensis Storozhenko, 2018
- Chitaura lucida (Krauss, 1902)
- Chitaura maculata (Willemse, 1938)
- Chitaura mengkoka Ramme, 1941
- Chitaura mirabilis (Carl, 1916)
- Chitaura moluccensis Ramme, 1941
- Chitaura ochracea Ramme, 1941
- Chitaura poecila Ramme, 1941
- Chitaura samanga (Carl, 1916)
- Chitaura striata Willemse, 1938
- Chitaura vidua (Carl, 1916)